# Sốc tim
Sốc tim (tiếng Anh: cardiogenic shock - CS) là một cấp cứu y tế do lưu lượng máu không đủ do rối loạn chức năng của tâm thất. Các dấu hiệu của lưu lượng máu không đầy đủ bao gồm sản xuất nước tiểu thấp (<30 mL/giờ), tay và chân mát mẻ và mức độ ý thức thay đổi. Mọi người cũng có thể bị huyết áp và nhịp tim thấp nghiêm trọng.
Nguyên nhân gây sốc tim bao gồm bệnh cơ tim, rối loạn nhịp tim và cơ học. Sốc tim thường được tiếp theo với nhồi máu cơ tim cấp tính. Sốc tim là một loại sốc tuần hoàn, và không đủ lưu lượng máu và cung cấp oxy cho các mô sinh học để đáp ứng nhu cầu chuyển hóa oxy và chất dinh dưỡng. Sốc tim được xác định bằng huyết áp thấp duy trì với giảm tưới máu mô mặc dù áp lực làm đầy tâm thất trái đầy đủ. Người bệnh có thể có các loại sốc kết hợp. Sốc theo định nghĩa là lưu thông máu không đủ đến phần còn lại của cơ thể, gây tổn thương nội tạng. Các cơ quan không có đủ lượng oxy cung cấp và không thể duy trì đầy đủ sự trao đổi chất của tế bào.
Điều trị sốc tim phụ thuộc vào nguyên nhân với các mục tiêu ban đầu để cải thiện lưu lượng máu đến cơ thể. Điều này có thể được thực hiện trong một số cách hồi sức chất lỏng, truyền máu, thuốc vận mạch và ionotropes. Nếu sốc tim là do đau tim, những nỗ lực mở động mạch của tim có thể giúp ích. Một bơm bóng động mạch chủ hoặc thiết bị hỗ trợ tâm thất trái có thể cải thiện các vấn đề cho đến khi điều này có thể được thực hiện. Các loại thuốc cải thiện khả năng co bóp của tim (inotropes dương tính) có thể giúp ích; Tuy nhiên, không rõ thuốc nào là tốt nhất. Norepinephrine có thể tốt hơn nếu huyết áp rất thấp trong khi dopamine hoặc dobutamine có thể hữu ích hơn nếu chỉ hơi thấp. Sốc tim là một tình trạng khó đảo ngược hoàn toàn ngay cả khi được chẩn đoán sớm. Với điều đó đã được nói, bắt đầu sớm hỗ trợ tuần hoàn cơ học, can thiệp mạch vành qua da sớm, inotropes và ghép tim có thể cải thiện kết quả.
Tỷ lệ tử vong do sốc tim đang giảm ở Hoa Kỳ. Điều này có thể là do sự xác định và điều trị nhanh chóng của sốc tim. Một số nghiên cứu cho rằng điều này có thể liên quan đến việc tăng cường sử dụng các chiến lược tái tưới máu mạch vành, như stent tim. Tuy nhiên, tỷ lệ tử vong vẫn còn cao. Suy đa tạng có liên quan đến tỷ lệ tử vong cao hơn.